# Perdita polycarpae
Perdita polycarpae är en biart som beskrevs av Timberlake 1954. Perdita polycarpae ingår i släktet Perdita och familjen grävbin. Inga underarter finns listade i Catalogue of Life.